# خوان رودريغيز مارتينيز
خوان رودريغيز مارتينيز (بالإسبانية: Juan Rodríguez Martínez)‏ (8 مايو 1995 بسيديريا في إسبانيا - ) هو لاعب كرة قدم إسباني في مركز الدفاع. لعب مع راسينغ فيرول وريال سبورتينغ خيخون وسبورتينغ خيخون ب.

## وصلات خارجية
- خوان رودريغيز مارتينيز على موقع قاعدة بيانات كرة القدم.إي يو (الإنجليزية)
- خوان رودريغيز مارتينيز على موقع Soccerway.com (الإنجليزية)
- خوان رودريغيز مارتينيز على موقع AS.com (الإسبانية)